# Maniformes Syndrom
Als Maniformes Syndrom wird eine Störung des Affekts bezeichnet, welche der Manie ähnelt. Maniforme Syndrome können bei der Schizophrenie, bei hirnorganischen Erkrankungen wie der progressiven Paralyse oder bei Missbrauch von Drogen (insbesondere Kokain und Amphetamin) auftreten.